# 447
447 (CDXLVII) fue un año común comenzado en miércoles del calendario juliano, en vigor en aquella fecha.
En el Imperio romano, el año fue nombrado el del consulado de Calepio y Ardabur, o menos comúnmente, como el 1200 Ab urbe condita, adquiriendo su denominación como 447 a principios de la Edad Media, al establecerse el anno Domini.

## Acontecimientos
- Sofía es destruida por los hunos.
- Primer reino sajón en Inglaterra.
- 26 de enero: Constantinopla es destruida por un terremoto de 6,4 dejando miles de víctimas.